# Grossbeckia
Grossbeckia là một chi bướm đêm thuộc họ Geometridae. Gen của nó được dựng bởi William Barnes và James Halliday McDonnough vào năm 1912.